# Бриџет Марфи
Бриџет Марфи (1824 — 20. децембар 1888) била је жена Патрика Кенедија, мајка П. Џ. Кенедија, баба Џозефа П. Кенедија и прабаба Председника Сједињених Америчких Држава Џона Кенедија.
Удала се за Патрика Кенедија 26. септембра 1849. у Катедрали Светог Крста у Бостону у Масачусетсу.
Бриџет је била ћерка Филипа Марфија и Мери Барон. Рођена је у Ирској, пре него што је са мужем емигрирала за Бостон.
Бриџет Марфи и Патрик Кенеди имали су петоро деце и то:
- Мари Л. Кенеди (1851–1926)
- Лоана Л. Кенеди (1852–1926)
- Џон Кенеди (1854–1855)
- Маргарет М. Кенеди (1855–1929)
- П. Џ. Кенеди (1858–1929)